# Kevin Eldon
Kevin Eldon (2 de octubre de 1959) es un actor y comediante británico.

## Vida personal
Eldon nació en Chatham, Kent. Ha sido budista practicante desde 1990. Tiene dos hijos con su pareja Holly a la que conoció a finales de 2005 en el set de rodaje de Hyperdrive, donde ella era la directora artística.

## Primeros años yLee & Herring
Eldon ocupaba la mitad de la página de un libro de Oliver Gray titulado Volume - A Cautionary Tale of Rock and Roll Obsession; esta incluye información sobre la era del ounk Hampshire en 1980, cuando Eldon era el líder de una banda llamada The Time. Comenzó su carrera en la comedia en los 1990s cuando interpretó al poeta Paul Hamilton.
Eldon formó una amistad con el también comediante Stewart Lee, que lo invitaría a formar parte de su programa Fist of Fun junto a Richard Herring. Eldon continuó trabajando con él en muchos proyectos como el programa de radio Lee and Herring, Fist of Fun y This Morning with Richard Not Judy. Hizo del personaje recurrente Simon Quinlank y 'Rod Hull'. En 1994 y 1997, apareció en el Edinburgh Fringe Festival como parte de la banda comediante, Cluub Zarathustra. Comenzaron una serie, Attention Scum! que recibió críticas positivas. Desde marzo de 2009, Eldon aparece en Stewart Lee's Comedy Vehicle en sketches junto a Paul Putner.

## Actuación

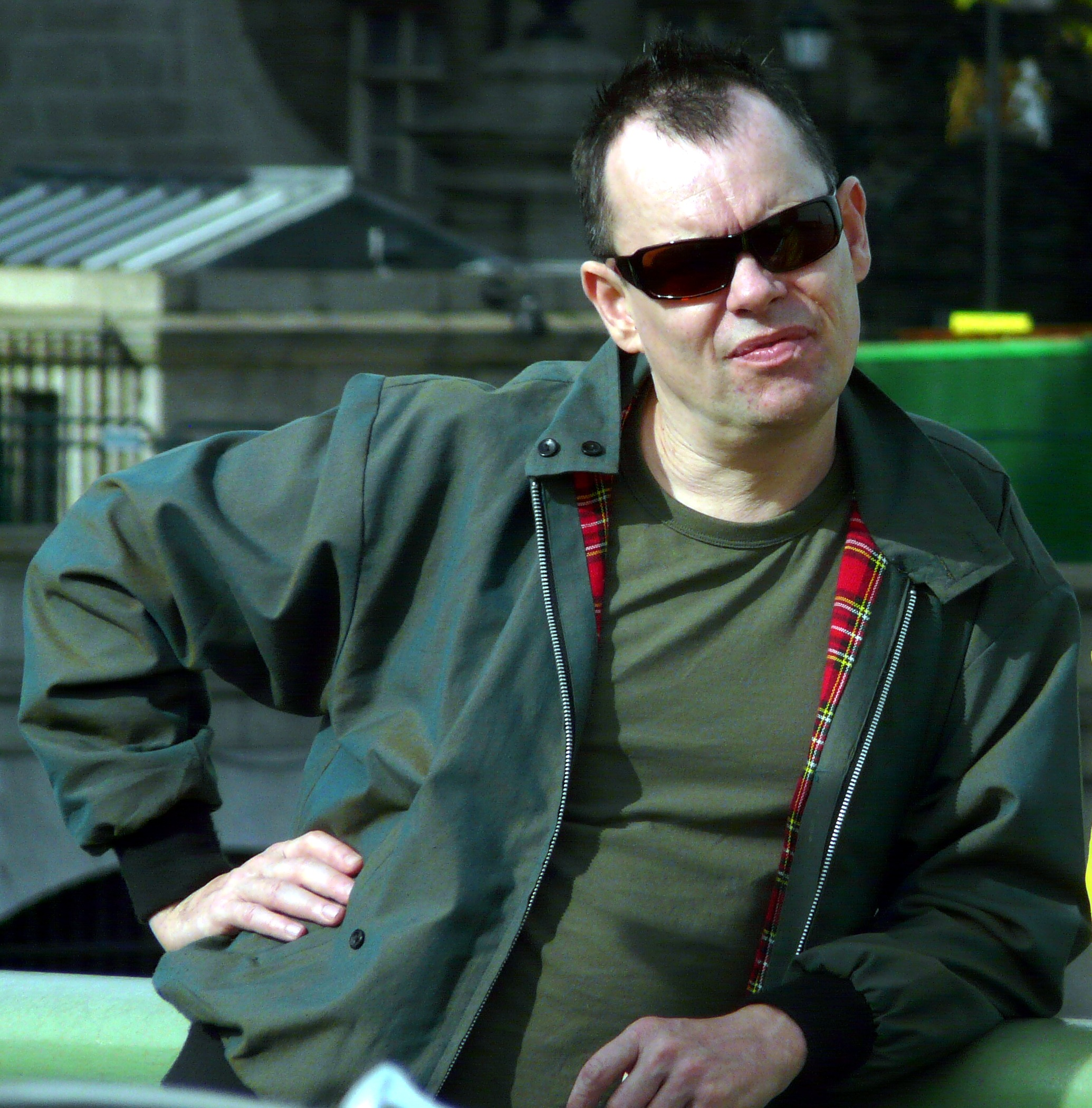
Eldon en 2011 en Westminster Bridge.

Eldon ha aparecido en muchos programas de comedia desde los 1990s. Una de sus primeras apariciones en televisión fue en 1995 en Knowing Me Knowing You with Alan Partridge como Fanny Thomas, y luego apareció en I'm Alan Partridge como Mike Samson.
Durante esa década trabajó con comediantes como Simon Pegg, Mark Heap, Julia Davis, Amelia Bullmore en la serie Big Train. Uno de sus personajes, George Martin, fue inspirado por el productor de los Beatles. Había trabajado con anterioridad en Brass Eye, y la comedia Jam. Eldon luego actuaría en Nathan Barley y la película de 2010, Four Lions. En 2004, Eldon apareció en los BAFTA por la comedia Nighty Night. También apareció luego en Hunderby, Little Crackers y Psychobitches. Trabajó una vez más con Pegg en un episodio de Spaced con Mark Gatiss, y en la comedia Hot Fuzz donde hizo del Sargento Tony Fisher.
Eldon ha aparecido tanto en teatro como en televisión junto al comediante Bill Bailey.  Hizo el mismo papel en la gira Tinselworm tour en 2010, y en Dandelion Mind tour. A finales de 2006, Eldon, junto a Bill Bailey, produjo in corto en el Teatro West End. Aparecieron juntos otra vez en 2007 cuando Eldon hizo de panelista en Never Mind the Buzzcocks como también en Alan Davies: As Yet Untitled. Actuaron juntos en Black Books en el episodio 'Grapes of Wrath', donde Eldon hizo de "The Cleaner". Eldon ha tenido papeles menores en Smack the Pony, Green Wing, The IT Crowd y The Kennedys.
En febrero de 2010, Eldon apareció en Missing Scene. En 2011 hizo sketches en How TV Ruined Your Life y apareció en la cuarta temporada de Harry and Paul. En octubre se 2013, Eldon leyó su propia historia corta en "What do you say?".
En 2013, Eldon hizo su propia serie It's Kevin, estrenada en BBC 2.
En octubre se 2008, hizo del concursante de Big Brother, Joplin, en Dead Set. También tuvo papeles pequeños en Robin Hood, Utopia, Merlin, Skins, New Tricks y La movida. En 2016, apareció en la sexta temporada de Game of Thrones con su personaje siendo parte de un grupo de teatro e interpretando a Ned Stark. También apareció en Charlie y la fábrica de chocolate, haciendo de "Hombre con perro" junto a Mark Heap y en la película de 2014, Cuban Fury, como el vecino del personaje de Nick Frost. Hizo de un policía inglés en la película de Martin Scorsese de 2011, Hugo. Eldon hozo de Pete en Who I Am And What I Want, y también de Mick McManus en el cortometraje de Tim Plester, World of Wrestling en 2007. En 2009, hizo el papel protagónico de Arthur en Radio Mania: An Abandoned Work.
Eldon coescribió la canción de Genie in the House. Le prestó su voz al personaje se Penfold en la serie Danger Mouse. También apareció en la serie de 2015 Horrible Histories como William el Conquistador - haciendo una comedia de Gangnam Style llamada "Norman Style". Ha sido concursante de Pointless Celebrities y fue el ganador en un episodio de 2014 de Celebrity Mastermind.
Eldon le dio voz a Frobisher en el videojuego Frobisher Says, y prestó su voz al juego Gun Monkeys.

## Filmografía
| Year      | Title                                      | Role                                 | Notes                                                                         |
| --------- | ------------------------------------------ | ------------------------------------ | ----------------------------------------------------------------------------- |
| 1992      | Packet of Three                            | Boyle                                | 8 episodios                                                                   |
| 1995      | Knowing Me Knowing You with Alan Partridge | Fanny Thomas                         | Episodio: "Knowing Me, Knowing Yule with Alan Partridge"                      |
| 1995-1996 | Fist of Fun                                | Simon Quinlank / 'Rod Hull' / Varios | Reparto principal                                                             |
| 1995-1997 | The Sunday Show                            | Guy Boudelaire / Dr Brebner / Varios | Reparto principal                                                             |
| 1997-2001 | Brass Eye                                  | Varios papeles                       | Reparto principal                                                             |
| 1997      | I'm Alan Partridge                         | Mike Sampson                         | Episodio: "Towering Alan"                                                     |
| 1998-1999 | This Morning with Richard Not Judy         | Varios papeles                       | Reparto principal                                                             |
| 1998-2002 | Big Train                                  | Varios papeles                       | Reparto principal                                                             |
| 2000      | Jam                                        | Varios papeles                       | Reparto principal                                                             |
| 2000      | Black Books                                | The Cleaner                          | Episodio: "Grapes of Wrath"                                                   |
| 2001      | Spaced                                     | Agente                               | Episodio: "Back"                                                              |
| 2001      | Attention Scum                             | Varios papeles                       | Reparto principal                                                             |
| 2001      | World of Pub                               | Dodgey Phil                          | Reparto principal                                                             |
| 2001      | Doctor Who: Death Comes to Time            | Antimony                             | 3 episodios                                                                   |
| 2001-2003 | Smack the Pony                             | Varios papeles                       | 3 episodios                                                                   |
| 2001-2007 | Comedy Lab                                 | Varios papeles                       | Voz, Episodio: "Uncle Rubbish Presents Shit Club" (2001), "Knife&Wife" (2007) |
| 2004      | Nighty Night                               | Terry Tyrrell                        | Primera temporada                                                             |
| 2004      | Green Wing                                 | Scissors Bentley                     | Episodio: "Tangled Webs"                                                      |
| 2004      | I Am Not an Animal                         | Hugh the Monkey / Voces adicionales  | Reparto principal                                                             |
| 2004      | Churchill: The Hollywood Years             | Saxofonista                          | No acreditado                                                                 |
| 2005      | Piccadilly Jim                             | Wizzy Wisbeach                       | Película de televisión                                                        |
| 2005      | Charlie y la fábrica de chocolate          | Hombre con perro                     | -                                                                             |
| 2005      | Shakespeare's Happy Endings                | Shakespeare                          | -                                                                             |
| 2005      | Nathan Barley                              | Nikolai the Barber                   | 2 episodios                                                                   |
| 2005      | Who I Am And What I Want                   | Pete                                 | Cortometeaje                                                                  |
| 2005      | Funland                                    | Shadowman / The Shadowman            | 5 episodios                                                                   |
| 2006      | Papavilla                                  | Cardinal Dos                         | Voz, 10 episodios                                                             |
| 2006-2007 | Hyperdrive                                 | York                                 | Reparto principal                                                             |
| 2007      | M.I. High                                  | Space Controller                     | Episodio: "Nerd Alert"                                                        |
| 2007      | Hot Fuzz                                   | Sargento Tony Fisher                 | Película                                                                      |
| 2007      | The Yellow House                           | Jacques                              | Película de televisión                                                        |
| 2007      | Kombat Opera Presents                      | Melvynn Bragg                        | Episodio: "The South Bragg Show"                                              |
| 2007      | Saxondale                                  | Martin                               | 1 episodio                                                                    |
| 2007      | Never Mind the Buzzcocks                   | Él mismo                             | 1 episodio en la temporada 21                                                 |
| 2007      | World of Wrestling                         | McManus                              | Cortometraje                                                                  |
| 2008      | Skins                                      | Manfred                              | Episodio: "Sid"                                                               |
| 2008      | New Tricks                                 | Dr Neville Moroni                    | Episodio: "Magic Majestic"                                                    |
| 2008      | Dead Set                                   | Joplin                               | Reparto principal                                                             |
| 2009      | Robin Hood                                 | Scrope                               | Episodio: "Sins of the Father"                                                |
| 2009      | Merlin                                     | Trickler                             | Episodio: "Sweet Dreams"                                                      |
| 2009-     | Stewart Lee's Comedy Vehicle               | Varios                               | 8 episodios                                                                   |
| 2010      | Four Lions                                 | Sniper                               | -                                                                             |
| 2010      | Little Crackers                            | Ron Johnways                         | Episodio: "The Kiss"                                                          |
| 2010      | Channel 4's Comedy Gala                    | Él mismo                             | -                                                                             |
| 2011      | How TV Ruined Your Life                    | Varios papeles                       | 4 episodios                                                                   |
| 2011      | Campus                                     | Doctor                               | Episodio: "Post-Coital"                                                       |
| 2011      | This is Jinsy                              | Edery Molt                           | Episodio: "Ool Bat"                                                           |
| 2011      | Hugo                                       | Policía                              | -                                                                             |
| 2011      | Arthur Christmas                           | Elfo                                 | Voz                                                                           |
| 2011      | North by Northamptonshire                  | Ken                                  | 5 episodios                                                                   |
| 2011-2015 | Matt Hatter Chronicles                     | Tenoroc                              | Voz, 42 episodios                                                             |
| 2012      | The Bleak Old Shop of Stuff                | Servegood                            | 3 episodios                                                                   |
| 2012      | Hunderby                                   | John Whiffin                         | 4 episodios                                                                   |
| 2012      | Harry & Paul                               | Varios papeles                       | 8 episodios                                                                   |
| 2013      | It's Kevin                                 | Él mismo/vaeios papeles              | Reparto principal                                                             |
| 2013      | Crackanory                                 | Él mismo                             | Episodio: "Fakespeare & What Do You Say?"                                     |
| 2013      | Death Comes to Pemberley                   | Dr. McFee                            | 3 episodios                                                                   |
| 2013      | Cuban Fury                                 | Vecino                               | No acreditado                                                                 |
| 2014      | Mr. Sloane                                 | Dole Officer                         | Episodio: "Everybody Must Get Sloaned"                                        |
| 2014      | Playhouse Presents                         | Martin                               | Episodio: "Damned"                                                            |
| 2014      | Utopia                                     | Tony Bradley                         | 1 episodio                                                                    |
| 2014      | The Life of Rock with Brian Pern           | Lennie Monkton                       | 1 episodio                                                                    |
| 2014      | Psychobitches                              | Witch of Endor                       | 1 episodio                                                                    |
| 2014      | Only Connect                               | Él mismo - Curiosidades              | Especial Niños necesitados                                                    |
| 2014      | The Alternative Comedy Experience          | Él mismo                             | 3 episodios                                                                   |
| 2015      | Brilliantman!                              | Brilliantman                         | Especial                                                                      |
| 2015      | Horrible Histories                         | William el Conquistador              | Episodio: Wicked William the Conqueror                                        |
| 2015      | Cradle to Grave                            | Vicar                                | 1 episodio                                                                    |
| 2015      | The Kennedys                               | Brian                                | Episodio: "Valentine"                                                         |
| 2015      | Bull                                       | Mr. Mumford                          | 2 episodios                                                                   |
| 2015      | Jekyll and Hyde                            | Landlord                             | Episodio 5w                                                                   |
| 2015      | Danger Mouse                               | Penfold                              | Reparto principal                                                             |
| 2016      | Game of Thrones                            | Actor haciendo de Ned Stark          | 2 episodios                                                                   |
| 2016      | Lost Sitcoms: Hancock's Half Hour          | John Vere                            |                                                                               |
| 2016      | Red Dwarf XI                               | 4 of 27                              | 1 episodio                                                                    |
| 2016      | Damned                                     | Martin Bickerstaff                   | Reparto principal                                                             |
| 2016      | The Comedian's Guide to Survival           | Nick Secker                          |                                                                               |
| 2017      | Gunpowder                                  | Sir Joseph Hawksworth                |                                                                               |
| 2017      | Eaten by Lions                             | Ken                                  |                                                                               |
| 2017      | Murder On The Blackpool Express            |                                      |                                                                               |
| 2017      | Game of Thrones                            | Caballero dorado                     | Episodio: "Eastwatch"                                                         |
| 2018      | Inside No. 9                               | Vince                                | Episodio: "Zanzibar"                                                          |
| 2018      | Eastenders                                 | Victor                               | 1 episodio                                                                    |
| 2018      | Doctor Who                                 | Ribbons                              | Episodio: "It Takes You Away"                                                 |
| 2023      | Napoléon                                   | Jean-Nicolas Corvisart               |                                                                               |

## Lanzamientos
- Kevin Eldon is Titting About (2010) DVD
- Mr Bartlett and Mr Willis (2010) CD